# فینال لیگ اروپا ۲۰۲۱
فینال لیگ اروپا ۲۰۲۱ آخرین بازی لیگ اروپا ۲۱–۲۰۲۰، پنجاهمین دوره مسابقات فوتبال باشگاه‌های اروپا برگزار شده توسط یوفا برای دسته دوم و یک دسته پایین‌تر از لیگ قهرمانان اروپا و دوازدهمین دوره از زمان تغییر نام آن از جام یوفا به لیگ اروپا است. این بازی بین تیم‌های ویارئال و منچستر یونایتد در ۲۶ مه ۲۰۲۱ در استادیون میجسکی در گدانسک، لهستان برگزار شد و با برتری ویارئال در ضربات پنالتی پایان یافت.
در ابتدا قرار بود فینال در ورزشگاه رامون سانچز پیس‌خوان در سویل اسپانیا برگزار شود. با این حال به دلیل به تعویق افتادن و جابجایی فینال ۲۰۲۰ به کلن به‌دلیل دنیاگیری کووید-۱۹، این میزبانی به فصل بعد موکول شد و گدانسک به‌جای فینال ۲۰۲۰، میزبان فینال ۲۰۲۱ است.
این مسابقه در ۱۲۰ دقیقه با نتیجه ۱ بر ۱ به پایان رسید. در ضربات پنالتی، باشگاه فوتبال ویارئال با نتیجه ۱۱ بر ۱۰ باشگاه فوتبال منچستر یونایتد را شکست داد و برای اولین بار به قهرمانی لیگ اروپا رسید.
باشگاه فوتبال ویارئال با کسب پیروزی در این مسابقه، حق بازی در برابر قهرمان لیگ قهرمانان اروپا ۲۱–۲۰۲۰، چلسی در سوپر جام اروپا ۲۰۲۱ را کسب کرد. همچنین وارد مرحله گروهی لیگ قهرمانان اروپا ۲۲–۲۰۲۱ شد.

## تیم‌ها
در جدول زیر، فینال‌ها تا سال ۲۰۰۹ در دوره جام یوفا بودند، و از سال ۲۰۱۰ در دوره لیگ اروپا.
| تیم            | دیدارهای فینال پیشین (اعداد پررنگ نشان دهنده قهرمانی) |
| -------------- | ----------------------------------------------------- |
| ویارئال        | بدون حضور                                             |
| منچستر یونایتد | ۱ (۲۰۱۷)                                              |

## مکان

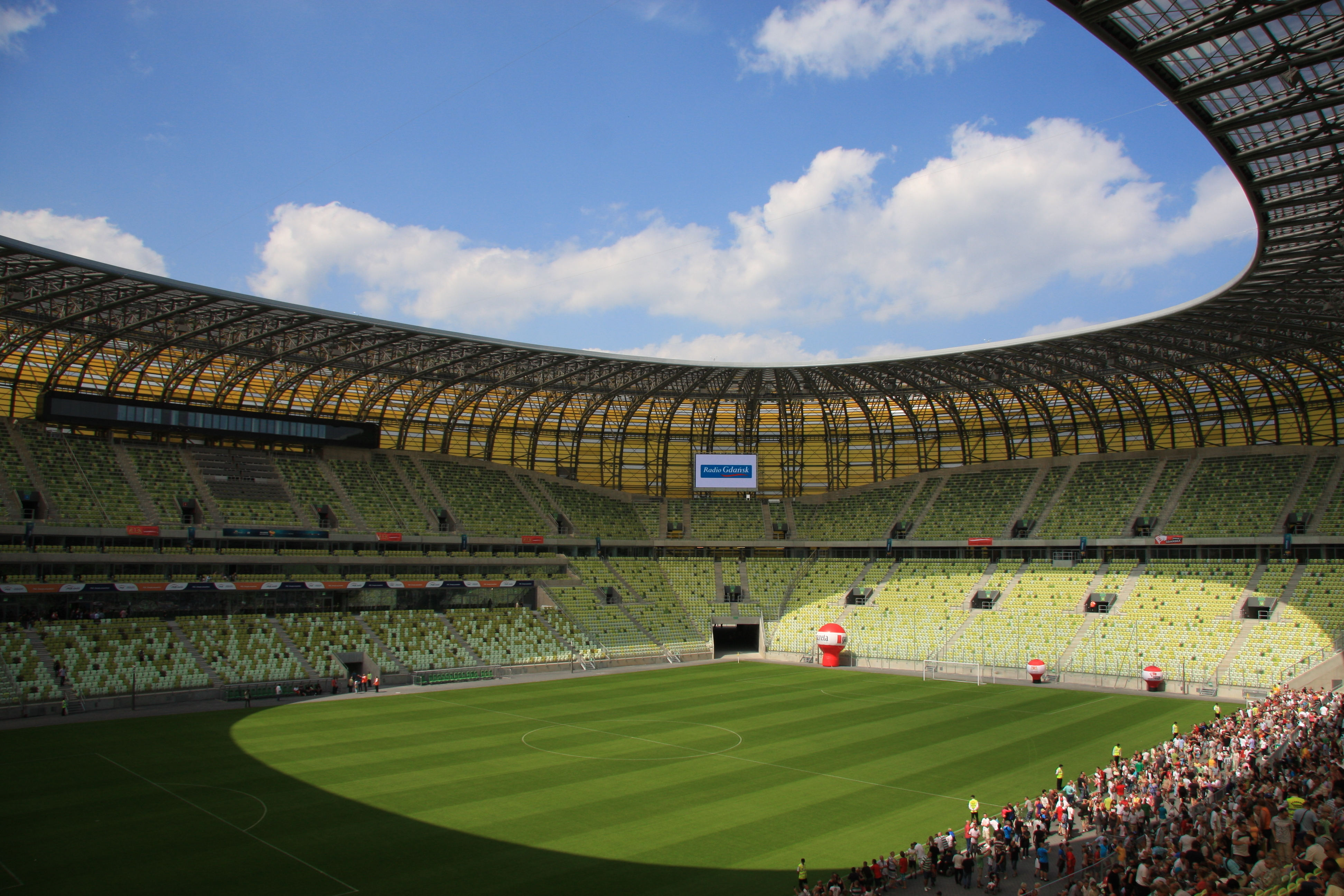
ورزشگاه گدانسک در گدانسک میزبان بازی نهایی بود.

این مسابقه در ورزشگاه گدانسک در گدانسک لهستان برگزار شد. در جلسه کمیته اجرایی یوفا در کی‌یف در ماه مه ۲۰۱۸، این استادیوم ابتدا به عنوان میزبان فینال لیگ اروپا ۲۰۲۰ انتخاب شد، اما هنگامی که دنیاگیری کووید-۱۹، یوفا را مجبور به انتقال مراحل بعدی لیگ اروپا ۲۰–۲۰۱۹ به آلمان کرد، کمیته اجرایی یوفا میزبانی استادیون میجسکی از فینال لیگ اروپا را به سال ۲۰۲۱ موکول کرد. مکان‌های اصلی فینال‌های ۲۰۲۱ و ۲۰۲۲ نیز یک سال به تأخیر افتاد.
این بازی اولین فینال لیگ اروپا بود که در این ورزشگاه، یکی از مکان‌های برگزاری جام ملت‌های اروپا ۲۰۱۲ برگزار می‌شود. این بازی همچنین دومین فینال مسابقات باشگاهی یوفا است که در لهستان برگزار می‌شود، زیرا فینال لیگ اروپا ۲۰۱۵ در ورزشگاه ملی ورشو برگزار شد. وقتی استادیوم به عنوان میزبان فینال ۲۰۲۰ انتخاب شد، نام استادیون انجرا گدانسک را داشت، بنابراین به دلیل مقررات حمایت مالی یوفا، نام این ورزشگاه به ورزشگاه گدانسک تغییر یافت. به‌دلیل اینکه قرارداد حمایت مالی این استادیوم با انجرا در نوامبر ۲۰۲۰ خاتمه یافت، این استادیوم پس از فینال همچنان به عنوان ورزشگاه گدانسک شناخته می‌شود.

### انتخاب میزبان
یک فرایند مناقصه آزاد در ۲۲ سپتامبر ۲۰۱۷ توسط یوفا برای انتخاب مکان‌های فینال لیگ قهرمانان اروپا، لیگ اروپا و لیگ قهرمانان اروپای زنان در سال ۲۰۲۰ آغاز شد. فدراسیون‌ها باید تا ۳۱ اکتبر ۲۰۱۷ ابراز علاقه کنند و پرونده‌های پیشنهاد باید تا ۱ مارس ۲۰۱۸ ارسال شود. فدراسیون‌هایی که در مسابقات جام ملت‌های اروپا ۲۰۲۰ میزبان بازی‌ها بودند اجازه میزبانی در فینال لیگ اروپا ۲۰۲۰ را نداشتند.
یوفا در ۳ نوامبر ۲۰۱۷ اعلام کرد که دو فدراسیون برای میزبانی فینال لیگ اروپا ۲۰۲۰ ابراز علاقه کرده‌اند.
| کشور   | استادیوم       | شهر    | ظرفیت  | یادداشت                                                  |
| ------ | -------------- | ------ | ------ | -------------------------------------------------------- |
| لهستان | ورزشگاه گدانسک | گدانسک | ۴۳٬۶۱۵ |                                                          |
| پرتغال | ورزشگاه دراگو  | پورتو  | ۵۰٬۰۳۵ | همچنین برای میزبانی سوپر جام اروپا ۲۰۲۰ پیشنهاد داده شد. |

ورزشگاه گدانسک در گدانسک توسط کمیته اجرایی یوفا طی جلسه خود در کی‌یف در ۲۴ مه ۲۰۱۸ انتخاب شد.
در ۱۷ ژوئن ۲۰۲۰، کمیته اجرایی یوفا اعلام کرد که به دلیل به تعویق افتادن و جابجایی فینال لیگ اروپا ۲۰۲۰، گدانسک به جای فینال ۲۰۲۰، میزبان فینال ۲۰۲۱ خواهد بود.

## مسیر تا فینال
در تمام نتایج، گل‌های زده تیم فینالیست در سمت چپ آمده‌است (H: میزبان، A: مهمان)
| تیم           | بازی | امتیاز |
| ------------- | ---- | ------ |
| ویارئال       | ۶    | ۱۶     |
| مکابی تل آویو | ۶    | ۱۱     |
| سیواس اسپور   | ۶    | ۶      |
| قره‌باغ        | ۶    | ۱      |

| تیم            | بازی | امتیاز |
| -------------- | ---- | ------ |
| پاری سن-ژرمن   | ۶    | ۱۲     |
| لایپزیگ        | ۶    | ۱۲     |
| منچستر یونایتد | ۶    | ۹      |
| باشاک‌شهیر      | ۶    | ۳      |

## بازی

### جزئیات
تیم «میزبان» با قرعه‌کشی اضافی که پس از قرعه‌کشی مرحله یک‌چهارم نهایی و نیمه‌نهایی برگزار شد، در مقر یوفا در نیون سوئیس مشخص شد.

| ویارئال                                                                                | ۱—۱   | منچستر یونایتد                                                                           |
| -------------------------------------------------------------------------------------- | ----- | ---------------------------------------------------------------------------------------- |
| - جرارد ۲۹'                                                                            | گزارش | - کاوانی ۵۵'                                                                             |
| ضربات پنالتی                                                                           |       |                                                                                          |
| - جرارد - Raba - الکاسر - مورنو - پارخو - Gómez - آلبیول - کوکلن - ماریو - توزس - رولی | ۱۱—۱۰ | - ماتا - تلیس - فرناندز - رشفورد - کاوانی - فرد - جیمز - شاو - توانزبه - لیندلوف - د خیا |

| ویارئال | منچستر یونایتد |

| GK              | ۱۳ | خرونیمو رولی     |     |        |
| RB              | ۸  | خوان فویث        | '۸۴ | '۸۸    |
| CB              | ۳  | رائول آلبیول (c) |     |        |
| CB              | ۴  | پائو تورس        |     |        |
| LB              | ۲۴ | آلفونسو پدراسا   |     | '۸۸    |
| CM              | ۵  | دنیل پارخو       |     |        |
| CM              | ۲۵ | اتین کاپو        | '۵۴ | '۱۲۰+۳ |
| CM              | ۱۴ | مانو تریگوئروس   |     | '۷۷    |
| RF              | ۷  | جرارد مورنو      |     |        |
| CF              | ۹  | کارلوس باکا      |     | '۶۰    |
| LF              | ۳۰ | Yeremi Pino      |     | '۷۷    |
| بازیکنان ذخیره: |    |                  |     |        |
| GK              | ۱  | سرجیو آسنجو      |     |        |
| DF              | ۲  | ماریو گاسپار پرز |     | '۸۸    |
| DF              | ۶  | رامیرو فونس موری |     |        |
| DF              | ۱۵ | Pervis Estupiñán |     |        |
| DF              | ۱۸ | آلبرتو مورنو     |     | '۸۸    |
| DF              | ۲۰ | Rubén Peña       |     |        |
| DF              | ۲۱ | Jaume Costa      |     |        |
| MF              | ۱۲ | Dani Raba        |     | '۱۲۰+۳ |
| MF              | ۱۹ | فرانسیس کوکلن    |     | '۶۰    |
| MF              | ۲۳ | Moi Gómez        |     | '۷۷    |
| FW              | ۱۷ | پاکو الکاسر      |     | '۷۷    |
| FW              | ۳۴ | Fer Niño         |     |        |
| سرمربی:         |    |                  |     |        |
| اونای امری      |    |                  |     |        |

| GK              | ۱  | داوید د خیا       |      |        |
| RB              | ۲۹ | ارون وان-بیساکا   |      | '۱۲۰+۳ |
| CB              | ۲  | ویکتور لیندلوف    |      |        |
| CB              | ۳  | اریک بایی         | '۸۲  | '۱۱۶   |
| LB              | ۲۳ | لوک شاو           |      |        |
| CM              | ۶  | پل پوگبا          |      | '۱۱۶   |
| CM              | ۳۹ | اسکات مک‌تامینی    |      | '۱۲۰+۳ |
| RW              | ۱۱ | میسن گرینوود      |      | '۱۰۰   |
| AM              | ۱۸ | برونو فرناندز (c) |      |        |
| LW              | ۱۰ | مارکوس رشفورد     |      |        |
| CF              | ۷  | ادینسون کاوانی    | '۱۱۳ |        |
| بازیکنان ذخیره: |    |                   |      |        |
| GK              | ۱۳ | لی گرنت           |      |        |
| GK              | ۲۶ | دین هندرسون       |      |        |
| DF              | ۵  | هری مگوایر        |      |        |
| DF              | ۲۷ | الکس تلیس         |      | '۱۲۰+۳ |
| DF              | ۳۳ | برندون ویلیامز    |      |        |
| DF              | ۳۸ | اکسل توانزبه      |      | '۱۱۶   |
| MF              | ۸  | خوان ماتا         |      | '۱۲۰+۳ |
| MF              | ۱۷ | فرد               |      | '۱۰۰   |
| MF              | ۱۹ | اماد دیالو        |      |        |
| MF              | ۲۱ | دنیل جیمز         |      | '۱۱۶   |
| MF              | ۳۱ | نمانیا ماتیچ      |      |        |
| MF              | ۳۴ | دونی فن ده بیک    |      |        |
| سرمربی:         |    |                   |      |        |
| اوله گونر سولشر |    |                   |      |        |

| بهترین بازیکن زمین: اتین کاپو (ویارئال) کمک داوران: Nicolas Danos (فرانسه) Cyril Gringore (فرانسه) داور چهارم: Slavko Vinčić (اسلوونی) کمک داور ویدئویی: François Letexier (فرانسه) دستیاران کمک داور ویدئویی: Jérôme Brisard (فرانسه) Benjamin Pagès (فرانسه) Pol van Boekel (هلند) | قوانین بازی - ۹۰ دقیقه وقت معمول - ۳۰ دقیقه وقت اضافه در صورت لزوم - ضربات پنالتی در صورت ادامه داشتن تساوی - ۱۲ بازیکن ذخیره - حداکثر پنج تعویض، و تعویض ششم در وقت اضافه |

### آمار
| آمار          | ویارئال | منچستر یونایتد |
| ------------- | ------- | -------------- |
| گل زده        | ۱       | ۰              |
| تعداد شوت     | ۵       | ۴              |
| شوت در چارچوب | ۱       | ۱              |
| دفع توپ       | ۲       | ۰              |
| مالکیت توپ    | ۳۶٪     | ۶۴٪            |
| ضربات کرنر    | ۴       | ۱              |
| تعداد خطا     | ۲       | ۶              |
| آفساید        | ۰       | ۱              |
| کارت زرد      | ۰       | ۰              |
| کارت قرمز     | ۰       | ۰              |

| آمار          | ویارئال | منچستر یونایتد |
| ------------- | ------- | -------------- |
| گل زده        | ۰       | ۱              |
| تعداد شوت     | ۳       | ۹              |
| شوت در چارچوب | ۰       | ۱              |
| دفع توپ       | ۰       | ۰              |
| مالکیت توپ    | ۴۴٪     | ۵۶٪            |
| ضربات کرنر    | ۲       | ۲              |
| تعداد خطا     | ۷       | ۵              |
| آفساید        | ۰       | ۲              |
| کارت زرد      | ۲       | ۱              |
| کارت قرمز     | ۰       | ۰              |

| آمار          | ویارئال | منچستر یونایتد |
| ------------- | ------- | -------------- |
| گل زده        | ۰       | ۰              |
| تعداد شوت     | ۴       | ۱              |
| شوت در چارچوب | ۰       | ۰              |
| دفع توپ       | ۰       | ۰              |
| مالکیت توپ    | ۵۲٪     | ۴۸٪            |
| ضربات کرنر    | ۱       | ۰              |
| تعداد خطا     | ۱       | ۴              |
| آفساید        | ۰       | ۱              |
| کارت زرد      | ۰       | ۱              |
| کارت قرمز     | ۰       | ۰              |

| آمار          | ویارئال | منچستر یونایتد |
| ------------- | ------- | -------------- |
| گل زده        | ۱       | ۱              |
| تعداد شوت     | ۱۲      | ۱۴             |
| شوت در چارچوب | ۱       | ۲              |
| دفع توپ       | ۲       | ۰              |
| مالکیت توپ    | ۴۳٪     | ۵۷٪            |
| ضربات کرنر    | ۷       | ۳              |
| تعداد خطا     | ۱۰      | ۱۵             |
| آفساید        | ۰       | ۴              |
| کارت زرد      | ۲       | ۲              |
| کارت قرمز     | ۰       | ۰              |